# Andrzej Grabowski
Andrzej Grabowski (Chrzanów 15 maart 1952) is een Pools acteur, zanger en komiek. Hij is vooral bekend geworden door zijn rol van Ferdynand Kiepski in de Poolse tv-serie Świat według Kiepskich.

## Carrière
Grabowski studeerde af aan de toneelacademie te Krakau in 1974 en had tijdens zijn studie al een bijrol gespeeld in de film Odejścia, powroty. Na zijn opleiding begon hij op te treden in het Juliusz Słowacki theater, eveneens in Krakau. Twee jaar later speelde hij in het toneelstuk Przepraszam, czy tu biją. Hij speelde slechts bijrollen in films tot 1989, toen hij een hoofdrol kreeg in de film Kapitał, czyli jak zrobić pieniądze w Polsce. Zijn echte doorbraak bij "het grote publiek" kwam in 1999 toen hij de rol ging vertolken van Ferdynand Kiepski in de komische tv-serie Świat według Kiepskich. Ook speelde Grabowski mee in de muziekvideo van de Poolse band "Feel" in het nummer "'s Toon mi niebo" en het derde seizoen van de Poolse versie van het Franse televisieprogramma Fort Boyard.  Hij is ook bekend om zijn Poolse nasynchronisatie voor personages in films als Toy Story 3 en Chicken Little.
In 2007 werd Grabowski bekroond met de medaille Zasłużony Kulturze Gloria Artis voor zijn uitzonderlijke bijdrage aan de Poolse cultuur.
Grabowski is twee keer getrouwd en heeft twee dochters.
- Bibliothèque nationale de France: cb16128391g (data)
- Gemeinsame Normdatei: 1066813434
- International Standard Name Identifier: 0000 0001 1458 3524
- Library of Congress Control Number: nr2003007334
- MusicBrainz: f64afed6-ed02-49fd-b2d3-a2e7702ca9ad
- Virtual International Authority File: 164245373
- WorldCat: E39PBJr7TyKQ639Ff34BbYHXBP